# Francisco de Borbón (conde de Enghien)
Francisco de Borbón (23 de septiembre de 1519 - 23 de febrero de 1546) fue un noble francés, conde de Enghien, hijo de Carlos de Borbón-Vendôme, Duque de Borbón y Vendôme, y de Francisca de Alençon, por tanto príncipe de sangre a través de la Casa de Borbón y de la Casa de Valois, a la que pertenecía su madre.

## Biografía
En 1543 el Rey de Francia Francisco I lo nombra Caballero de la Orden de San Miguel, General de las Galeras y Gobernador de Henao, Piamonte y Languedoc. En 1544, como Teniente General del Reino y al mando del Ejército francés luchó en el marco de las Guerras Itálicas, en la que logró la victoria frente a las tropas españolas e imperiales en la Batalla de Cerisoles.
Murió de forma prematura en 1546 cuando contaba con 26 años, tras ser alcanzado por un cofre que cayó desde lo alto del Castillo de La Roche-Guyon.[cita requerida] Fue inhumado en la Iglesia San Jorge de Vendôme.
| Predecesor: Elevado de Señorío | Conde de Enghien 1536 - 1546 | Sucesor: Juan de Borbón |

- Datos: Q664061
- Multimedia: François de Bourbon / Q664061